# Udo Wengst
Udo Wengst (* 1. Juli 1947 in Remsfeld) ist ein deutscher Historiker.

## Leben
Udo Wengst wurde 1947 in der Nähe von Kassel geboren. Er legte 1966 in Bonn das Abitur ab. Er studierte von 1966 bis 1972 Geschichte, Politikwissenschaft und Soziologie an den Universitäten Bonn, Köln und Tübingen. Wengst wurde 1972 in Tübingen mit einer von Gerhard Schulz betreuten Arbeit über Graf Brockdorff-Rantzau und die außenpolitischen Anfänge der Weimarer Republik promoviert. Von 1973 bis 1979 war Wengst wissenschaftlicher Angestellter (von 1975 bis 1979 als Fakultätsassistent) am Seminar für Zeitgeschichte an der Universität Tübingen, danach bis Herbst 1992 wissenschaftlicher Mitarbeiter der Kommission für Geschichte des Parlamentarismus und der politischen Parteien in Bonn. In dieser Zeit erarbeitete er grundlegende Quelleneditionen. Von 1992 bis 2012 war er Stellvertretender Direktor des Instituts für Zeitgeschichte München-Berlin. Wengst war von 1992 bis 2012 Mitglied der Redaktion der Vierteljahrshefte für Zeitgeschichte. Im Jahre 1996 wurde er zum Honorarprofessor für Zeitgeschichte an der Universität Regensburg ernannt. Außerdem gehörte er mehreren wissenschaftlichen Gremien an, darunter der Expertenkommission zur Beratung der Bundesregierung in Gedenkstättenfragen, in der von 2008 bis 2012 als Vorsitzender fungierte. Zum 65. Geburtstag wurde er mit einer Festschrift geehrt. Ihm wurde 2013 das Verdienstkreuz am Bande der Bundesrepublik Deutschland verliehen.

## Forschungsschwerpunkte
Sein Forschungsschwerpunkt ist die Geschichte der Bundesrepublik Deutschland. Wengst gehört zu den Zeithistorikern, die am intensivsten und produktivsten die Frühgeschichte der Bundesrepublik erforscht haben. Im Themenbereich der Geschichte des deutschen Liberalismus nach 1945 leistete er Pionierarbeit. Wengst zählt zu den führenden Experten der FDP-Geschichte des ersten Jahrzehnts der Bundesrepublik. Er legte eine Edition von deren Sitzungsprotokollen von 1949 bis 1960 vor. Über Thomas Dehler veröffentlichte er zum 100. Geburtstag 1997 eine Biographie. Wengst sieht Dehler in seiner Bilanz als gescheiterten Politiker an. In der Geschichtswissenschaft wird diese Biographie als Standardwerk angesehen. Im Jahre 2003 gab er mit Horst Möller eine Einführung in die Zeitgeschichte heraus. Die Darstellung richtet sich „an alle, die sich über das Fach und seinen Gegenstand gezielt und komprimiert informieren wollen“. Wengst war Herausgeber und Bearbeiter der Erinnerungen von Karl Buchheim und einer kommentierten Auswahl der Tagebuchaufzeichnungen von seinem eigenen Lehrer Gerhard Schulz. Dadurch machte er wichtige Quellen zugänglich. Er verfasste zahlreiche kleinere biographische Studien über verschiedene Politiker. Wengst gab 2011 den Sammelband „Reform und Revolte“ heraus. Der Sammelband fasst die Ergebnisse eines Projektes am Institut für Zeitgeschichte zusammen. Das Projekt untersuchte den Zäsurcharakter des Jahres 1968 und befasste sich mit der Frage, „ob die Ereignisse um das Jahr 1968 im Wesentlichen schon die Folge eines früher einsetzenden gesellschaftlichen Wandels waren“, oder ob erst die davon „ausgehenden Anstöße einen Reformschub bewirkt haben“.
In der 2011 durch Aktenfunde Rainer Eisfelds ausgelösten Debatte um die Rolle des Tübinger Politikwissenschaftlers Theodor Eschenburg im Nationalsozialismus brachte sich Wengst, der selbst noch bei Eschenburg studiert hatte, mit mehreren Studien und einer 2015 veröffentlichten Biographie ein. Wengst beabsichtigte, mit seiner Biographie das Leben Eschenburgs „aufzuhellen und damit zum Verständnis seines Denkens und Handelns beizutragen“. Wengst räumte in der Einleitung seiner Biographie ein, dass er als Tübinger Student, Doktorand und später Fakultätsassistent „durchaus beeindruckt“ von Eschenburg war. Nach Wengst dokumentiert Eschenburgs Nichtbeitritt zur NSDAP seine „politische Distanz zum [NS-]Regime“. Wengst vertrat die These, dass Eschenburg im Nationalsozialismus in eine Innere Emigration gegangen sei. Die „Maßnahmen des Regimes gegen zahlreiche befreundete Juden“ hat Wengst damit entschuldigt, dass Eschenburg vor 1945 „in ständiger Angst vor dem Regime“ gelebt und „Rücksicht auf die Sicherheit seiner Familie“ genommen habe. In der Fachwelt wurde seine Biographie im Hinblick auf Eschenburgs Rolle im Dritten Reich als zu unkritisch angesehen und konnte nicht überzeugen. Seine zuvor veröffentlichte Verteidigung Eschenburgs stieß ebenfalls auf Widerspruch. Wengst hatte darin Eschenburg noch zum politischen „Gegner der Nationalsozialisten“ erklärt. Im Jahr 2011 wurde Eschenburgs Mitwirkung an einem Arisierungsverfahren bekannt. Nach Wengst war Eschenburg in dem Verfahren allerdings nur eine Randfigur. Wengst brachte auch Eschenburgs leichtfertigen Umgang mit dem Diktaturbegriff viel Verständnis entgegen. Wengst befasste sich im „Fall Theodor Eschenburg“ mit dem „Problem der historischen Urteilsbildung“. Nach Wengst neigen vor allem „politisch der Linken zuneigende Wissenschaftler“ dazu, „das Handeln derjenigen, die in der NS-Diktatur – in welcher Funktion auch immer – „mitgemacht“ und die im Nachhinein sich hiermit nicht in aller Öffentlichkeit auseinandergesetzt haben, aufgrund heutiger moralischer Maßstäbe zu beurteilen und zu verurteilen“. Damit sei „der Vorwurf der Apologie an  diejenigen verbunden, die das jeweilige Leben in den historischen Kontext einbetten und auf dessen Epochen spezifische Umstände verweisen“.

## Schriften (Auswahl)
Quellenedition
- FDP-Bundesvorstand. Die Liberalen unter dem Vorsitz von Theodor Heuss und Franz Blücher. Sitzungsprotokolle 1949–1954. Halbbd. 1: 1.–26. Sitzung 1949–1952. Halbbd. 2: 27.–43. Sitzung 1953/54 (= Quellen zur Geschichte des Parlamentarismus und der politischen Parteien, Rh. 4: Deutschland seit 1945. Bd. 7/1.). Droste, Düsseldorf 1990, ISBN 3-7700-5159-9.

Monographien
- Theodor Eschenburg. Biografie einer politischen Leitfigur. 1904–1999. De Gruyter Oldenbourg, Berlin u. a. 2015, ISBN 3-11-040289-0.
- Thomas Dehler. 1897–1967. Eine politische Biographie. Oldenbourg, München 1997, ISBN 3-486-56306-8.
- Beamtentum zwischen Reform und Tradition. Beamtengesetzgebung in der Gründungsphase der Bundesrepublik Deutschland 1948–1953. Droste, Düsseldorf 1988, ISBN 3-7700-5143-2.
- Staatsaufbau und Regierungspraxis 1948–1953. Zur Geschichte der Verfassungsorgane der Bundesrepublik Deutschland (= Beiträge zur Geschichte des Parlamentarismus und der politischen Parteien. Bd. 74). Droste, Düsseldorf 1984, ISBN 3-7700-5122-X.
- Graf Brockdorff-Rantzau und die außenpolitischen Anfänge der Weimarer Republik (= Moderne Geschichte und Politik. Bd. 2). Lang u. a., Bern u. a. 1973, ISBN 3-261-00880-6 (Zugleich: Tübingen, Universität, Dissertation, 1972).

Herausgeberschaften
- Reform und Revolte. Politischer und gesellschaftlicher Wandel in der Bundesrepublik vor und nach 1968 (= Zeitgeschichte im Gespräch. Bd. 12). Oldenbourg, München 2011, ISBN 3-486-70404-4 (Volltext digital verfügbar).
- mit Horst Möller: Einführung in die Zeitgeschichte. C. H. Beck, München 2003, ISBN 3-406-50246-6.